# Onicocriptosi
L'onicocriptosi, comunemente chiamata unghia incarnita, è una affezione della lamina ungueale che porta ad una penetrazione della stessa nelle carni vicine.

## Caratteristiche
Avviene solitamente nelle parti laterali dei tessuti molli circostanti, la penetrazione della lamina avviene lentamente.

## Sintomatologia
I sintomi e i segni clinici presentano inizialmente dolore della parte interessata, fuoriuscita di pus e sangue, micosi sull'unghia, infiammazione della parte cutanea interessata e relativo gonfiore del dito, cattivo odore, granuloma. 

## Cause
Fra le cause più comuni vi è una errata tipologia di calzatura indossata, i tagli impropri del bordo ungueale, patologie biomeccaniche dell'alluce o di altre dita del piede (es. alluce valgo), anche traumi possono portare alla penetrazione dell'unghia. 
Altro fattore generante dell'onicocriptosi, specialmente in età adolescenziale, può essere il sovrappeso.
Inoltre, soprattutto quando interessano le mani, la cura risiede in alcuni farmaci quali i retinoidi aromatici.

## Terapie

### Intervento non operatorio
Serve verificare che non esistano punte di unghia penetrate lateralmente nella carne. Se ve ne sono, rimuoverle con una tronchese sterilizzata. Se la ferita è infetta può essere un po’ doloroso ma è fondamentale per prevenire l’aggravarsi dell’infezione ed iniziare la guarigione.
La maggior parte dei casi si aggrava per via dell’infezione stessa e pertanto basta fasciare il tutto applicando sulla parte lesa cotone idrofilo imbevuto di disinfettante e garza sterile per prevenire il contatto del dito infetto con le scarpe. Questo impacco va cambiato frequentemente. Si può agire anche per via orale tramite antibiotico se l’infezione non passa in una decina di giorni. Una volta terminata l’infezione, far ricrescere l’unghia avendo cura di inserire con una punta sterilizzata, sotto l’unghia, dal lato malato, uno spessore di cotone idrofilo per prevenire il ripetersi della patologia, fino alla completa fuoriuscita dell’unghia. Il cotone idrofilo va inserito sotto l’unghia in modo da attenuare il contatto tra l’unghia e la pelle oltre che atto finalizzato a impedire l’incurvamento dell’unghia.

### Intervento podologico e rieducativo
Un trattamento previsto è l'intervento del podologo, in secondo luogo l'intervento chirurgico. Nel caso sia causato dalla somministrazione di farmaci bisogna effettuare la sospensione immediata degli stessi.
Esiste tuttavia in ambito podologico la "rieducazione ungueale" che sfruttando tecniche di ortonixia è volta al trattamento conservativo, incruento di tale patologia. Sempre in ambito podologico, laddove vengano ravvisate concause biomeccaniche, questo trattamento conservativo viene integrato da ortesi digitali e/o plantari.
A fine rieducativo esiste una procedura di intervento di onicoplastica con applicazione di tutore. L'intervento prevede la rimozione del legamento onicocutaneo laterale (in modo da liberare il margine dell'unghia), o di ambedue i margini laddove necessario, ed applicazione di tutore a cavallo della parte ungueale laterale dolente. Esso deve essere applicato al di sotto della plica cutanea, in modo da non creare decubito sulla stessa.
Può essere talvolta utile anche camminare a piedi scalzi su qualunque terreno per prevenire l'insorgenza della patologia.

### Intervento chirurgico
In ambito chirurgico si può procedere a onicectomia ungueale per rimuovere completamente la lamina e consentire una ricrescita corretta dell'unghia. In caso di persistenza del problema, laddove l'unghia provochi seri problemi di deambulazione e flemmoni, si deve rimuovere prima di tutto le zone dove vi è ipertrofia di tessuto di granulazione causato dal trauma che l'unghia evoca, infiggendosi al di fuori del margine periostale nel contesto dei tessuti molli, suscitando talvolta dolorosi processi infiammatori settici.
In caso di onicocriptosi severa quindi e di ipertrofia di tessuto calloso causata dalla penetrazione dell'unghia nei tessuti molli, è necessaria una laminectomia radicale da realizzarsi tramite escissione integrale della matrice ungueale dal periostio, dove è solitamente alloggiata, impedendo all'unghia di ricrescere (prestando attenzione a non esporre l'osso acché non degeneri in periostite). L'uso di bisturi a radiofrequenza e di anestesia tramite refrigerazione locale (oppure tronculare praticata alla base del tronco del nervo digitale) può risolvere in maniera del tutto incruenta e indolore l'intervento.
Nell'ultimo decennio si è passati a tecniche evolute come la laminectomia laterale mediante fenolizzazione che distrugge la matrice laterale dell'unghia a qualche millimetro di distanza dal polpastrello laterale, in modo che non ricresca più. L'intervento è esteticamente invisibile.
In certi casi le creme possono anche far guarire il dito e l'unghia senza ricorrere all'intervento.